# Déserteur au cours de la Première Guerre mondiale en France

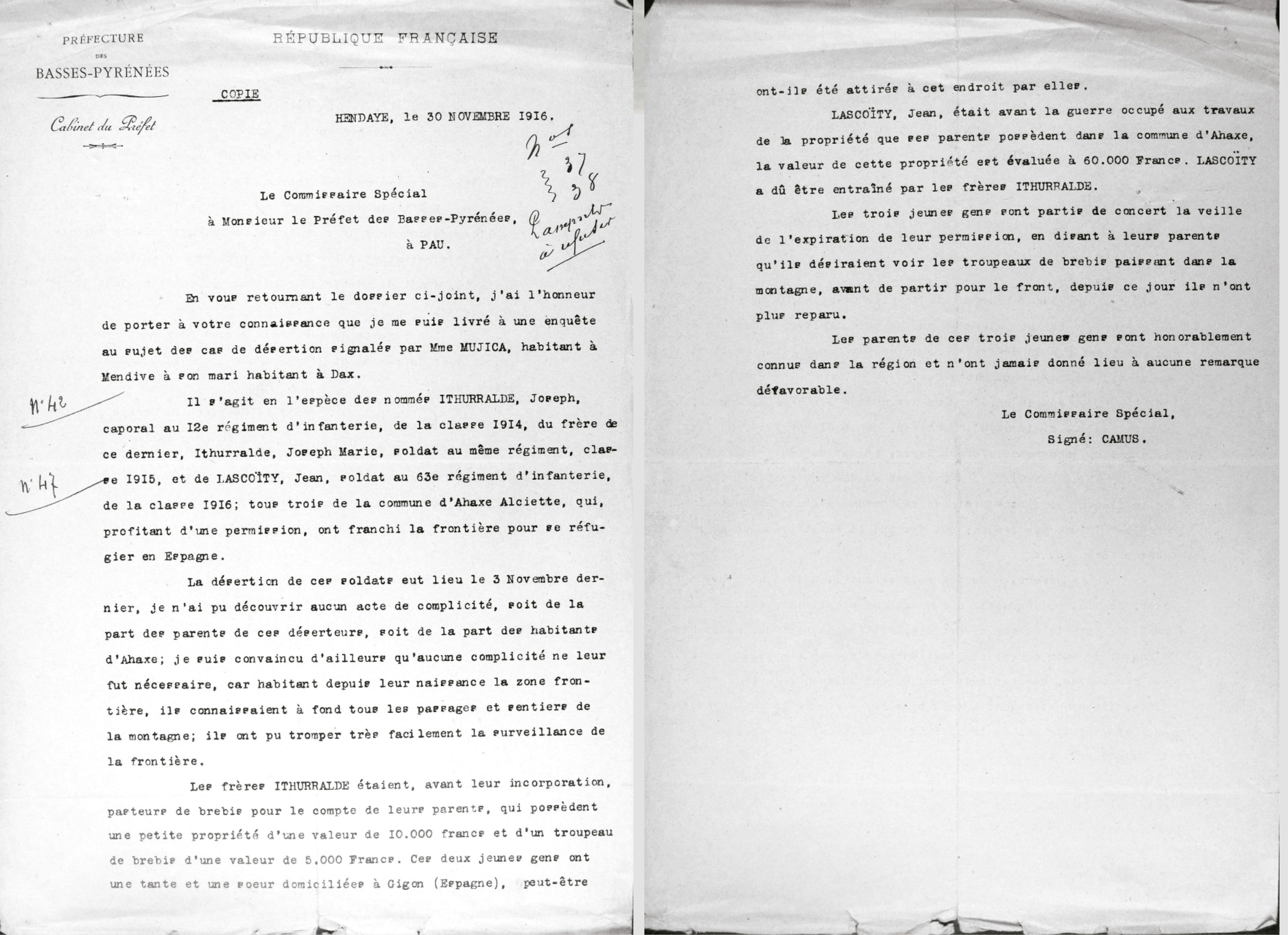
Rapport du commissaire spécial de police d’Hendaye sur un déserteur. 30 novembre 1916.

Était considéré comme « déserteur au cours de la Première Guerre mondiale en France », tout militaire qui n’avait pas rejoint son corps d’incorporation plus de deux jours après la date fixée ou plus de cinq jours après la fin de la permission. D’après les articles 231 et 232 du Code de la justice militaire de 1857, le déserteur est passible du Conseil de guerre et d'une peine de deux à cinq ans de travaux forcés.
Par ailleurs, la désertion en présence de l’ennemi est punie de mort par l’article 238 du Code de justice militaire .
Les 600 soldats français fusillés au cours de la Première Guerre mondiale ont généralement été condamnés non pour désertion mais pour refus d'obéissance ou abandon de poste, sanctionnés de peine de mort par application des articles 211 et 218 de ce Code,. Ainsi les mutineries de 1917 étaient qualifiées dans les documents officiels de « révoltes », « rébellions », « insubordinations » non de désertion ou d'insoumission.
Les déserteurs ne doivent pas être confondus avec les embusqués. L’« embuscade » était une pratique massive de contournement permettant d’éviter les postes de combats les plus exposés, non une violation de la loi, sauf cas exceptionnels de pratiques frauduleuses.
Le 5 août 1914, une loi accorde l'amnistie aux insoumis et déserteurs qui se présentent spontanément à l'autorité militaire pour être incorporés.

## Importance de la désertion
Le nombre de déserteurs en août 1914 est faible, de l’ordre de 1,5 % des mobilisés, alors que l’état-major prévoyait un taux de 10 %. Le carnet B qui prévoyait l’arrestation à la mobilisation générale de militants pacifistes fichés suspectés de vouloir entraver la mobilisation n’a pas été utilisé. Par la suite, les désertions furent vraisemblablement plus nombreuses : appelés ne rejoignant pas leur affectation lors des mobilisations suivantes, fuite de la zone des armées pour rejoindre l’arrière, permissionnaires revenant avec retard à leur corps ou entrant dans la clandestinité.
Contrairement à la désertion dans les armées allemande et britannique au cours de la Grande guerre qui a fait l’objet d’études, celle des soldats français est mal connue. Aucune évaluation globale de la désertion en France pendant la Grande Guerre, ni de sa pénalisation n’a été tentée. Les historiens estiment que le chiffre indiqué par l’Armée, de 15 745 par an, et celui donné par la gendarmerie nationale, de 66 678 arrestations au cours de la guerre, sont inférieurs à la réalité mais s’accordent à considérer que la désertion resta un phénomène minoritaire en France jusqu'à la fin de guerre, contrairement à l'Autriche-Hongrie et à la Russie, et ne perturba pas les opérations militaires. En effet, les soldats tentés de rester chez eux en étaient dissuadés par une forte pression sociale. Certaines zones rurales, en Ardèche, dans les Pyrénées, en Corse auraient cependant connu des groupes de déserteurs. Les déserteurs des régions frontalières se réfugiant en Suisse et en Espagne semblent également assez nombreux.
Seule une faible partie des déserteurs ont été poursuivis en conseil de guerre, soit parce que les autorités n'en avaient pas connaissance (s'agissant d'insoumis au moment de la mobilisation, on peut supposer que la plupart se sont réfugiés à l'étranger ou sont restés dans la clandestinité), soit parce que les officiers fermaient les yeux sur les retards de permission ou de convalescence.

## Désertions en présence de l’ennemi
Certains soldats se sont rendus à l’ennemi se constituant volontairement prisonniers ou se laissant capturer sans résistance ce qui s’est produit dans toutes les armées en présence. La propagande a mis en lumière les redditions de soldats de l’armée adverse. Cette forme de désertion a rarement pu être sanctionnée et ne concerne qu'une faible proportion des 600 fusillés de la guerre.
Le nombre de désertions au front au cours de la guerre ne peut être évalué. Le phénomène est resté relativement marginal dans l’armée française  et n’a pas eu d’incidence sur le cours de la guerre.
Après la guerre, certains prisonniers ont été accusés de s’être volontairement laissés capturer, dans la plupart des cas injustement, celui de Roger Salengro étant le plus connu.

## La désertion à Paris
La situation à Paris est connue par l’étude des registres des commissariats car la recherche des déserteurs était une des missions des 7 000 agents de la préfecture de police de Paris. Sur 12 000 dossiers étudiés, 6 000 concernent des permissionnaires n’ayant pas rejoint leur corps et 4 000 déserteurs de la zone des armées ayant réussi à échapper aux contrôles militaires pour se réfugier à Paris. Cette étude ne permet cependant pas une évaluation quantitative de la désertion car il est certain qu'une partie des déserteurs a échappé aux contrôles et le degré d'efficacité de la police n'est pas connu.
En ce qui concerne les absences de faible durée après les permissions, les défaillances des contrôles, les difficultés de transport, les erreurs de convoyage ont certainement laissé une certaine latitude dans le calcul des retards. Il semble que la plupart des déserteurs arrêtés  en léger retard aient été remis par la police dans le train sans autre formalité. Beaucoup se considéraient non comme de véritables déserteurs mais en complément de permission sauvage. Les déserteurs étaient rares à se rendre à la police (3 %) et à être dénoncés (7 %). La population parisienne s’implique peu dans les dénonciations, celles de la famille étant rarissimes. La plupart des déserteurs en région parisienne vivent seuls dans la clandestinité errent d’hôtels en hôtels où il est facile de s’inscrire sous un nom d’emprunt (il existe aussi un trafic de faux papiers). Ils évitent la sédentarité qui entraine le risque d’être dénoncé. Quelques-uns recourent au vol ou à la mendicité mais la plupart trouvent à s'employer car l’embauche est facile dans une situation de pénurie de main d’œuvre où les employeurs ne sont pas regardants sur l’identité de leurs salariés.
Les jeunes de 20 à 24 ans sont proportionnellement les plus nombreux. Les fantassins (75 %) et les hommes de troupe (98 %), les plus exposés au danger sont majoritaires. Les permissionnaires âgés, généralement mobilisés dans les services auxiliaires, sont plus rares. Les fluctuations apparaissant dans les statistiques sont significatives. Ainsi, la baisse du nombre de déserteurs en 1918 témoigne du meilleur moral de l'armée à l'approche de la victoire,.

## Alsaciens et Lorrains
Les Alsaciens et Lorrains, qui entre le 2 août 1914 et le 1er novembre 1918, se sont échappés des rangs de l'armée allemande méritent la Médaille des évadés.